# Erebor

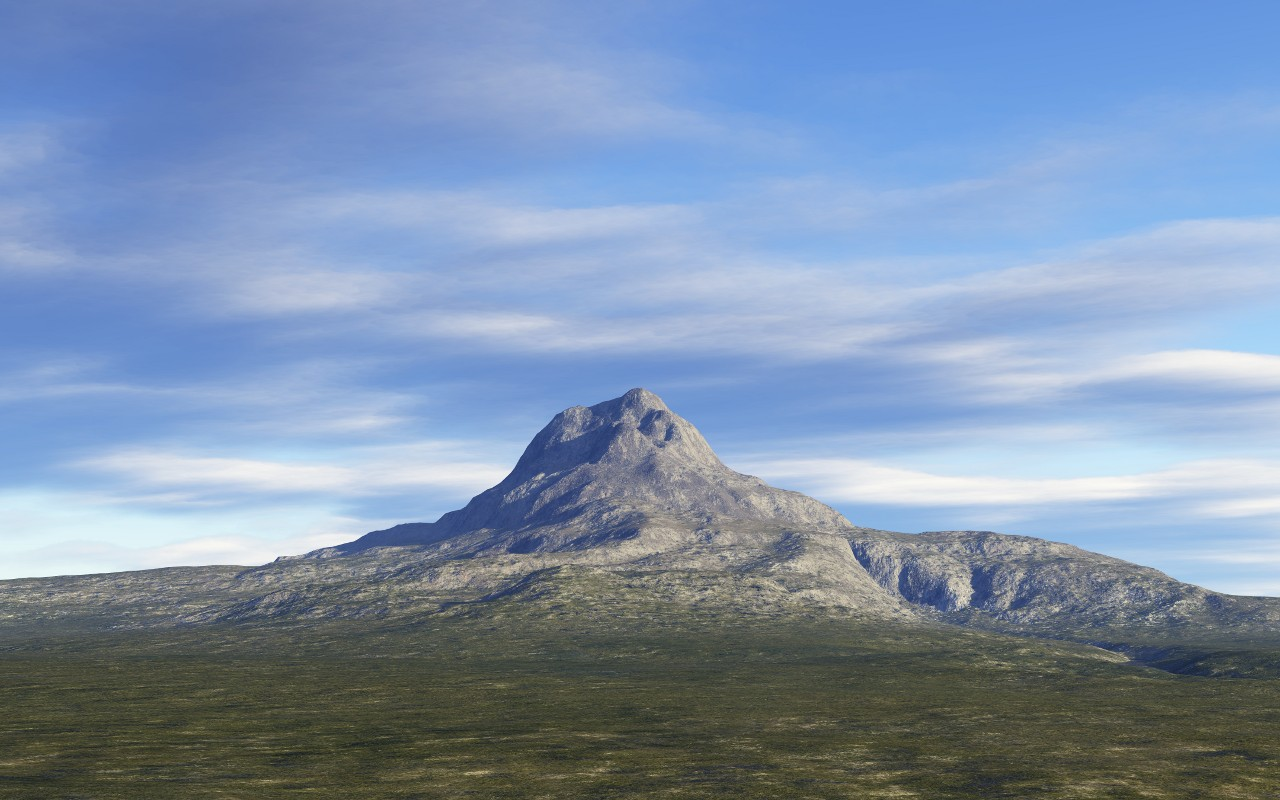
De Eenzame Berg

Erebor is een plek in de fictieve wereld Midden-aarde van J.R.R. Tolkien.
Erebor, ook wel koninkrijk onder de berg genoemd, is een Dwergenrijk in het noordoosten van Midden-aarde. Het is een koninkrijk van gangen en zalen uitgehakt in de Eenzame Berg (Engels: The Lonely Mountain). Hier ligt ook de bron van de rivier Running.

## Geschiedenis
Toen de dwergen Moria waren ontvlucht nadat de balrog hun koning Náin I had gedood leidde zijn zoon Thráin I de dwergen naar de Eenzame Berg. Daar werd in het jaar 1999 van de Derde Era door Thráin I het koninkrijk Erebor gesticht. De berg lag midden in een landvlakte, waardoor hij erg goed te verdedigen was. Nog belangrijker voor de dwergen was, dat de berg uitzonderlijk rijk was aan mineralen en edelmetalen. Erebor werd echter al snel door de meerderheid van zijn bevolking verlaten vanwege de kolonisatie naar het noorden. Het volk van Durin vestigde zich nu in de Grijze Bergen. Maar vanwege de aanwezigheid van draken in dat gebied trokken de dwergen alweer in het jaar 2590 onder leiding van hun koning Thrór, zoon van Dáin I, naar Erebor terug.
In het jaar 2770 van de Derde Era plunderde de draak Smaug de Eenzame Berg en het naastgelegen Dal. Twee eeuwen lang werd de draak niet uitgedaagd en lag hij op zijn veroverde schatten te slapen. 
In het jaar 2941 door de expeditie van Thorin Eikenschild, waar ook de hobbit Bilbo Balings aan deelnam, werd de draak gedood en Erebor heroverd. Vlak daarna brak de Slag van de Vijf Legers uit. Deze werd gevochten om de grote schat van de draak. De verwant van Thorin Eikenschild, Dáin II IJzervoet, kwam te hulp en de slag werd gewonnen. Thorin sneuvelde in dit gevecht en Dáin IJzervoet werd koning onder de berg. In de Oorlog om de Ring werd Erebor later opnieuw aangevallen. Deze keer door Oosterlingen onder leiding van Sauron. In deze oorlog sneuvelde Dáin. Zijn zoon Thorin Steenhelm volgde hem op. 